# Канопус (древний город)
Кано́пус (др.-греч. Κάνωβος, лат. Canopus) — город в Древнем Египте, в западной части дельты Нила. По свидетельству Страбона, город находился в 19 км к востоку от Александрии, у устья самого западного рукава Нила (Канобского).
До основания Александрии был главным центром египетской торговли с греками, которые производили имя города от легендарного кормчего причалившего сюда Менелая (отсюда позднейшее название нома (др.-греч. Μενελαίτης) и епархии Менелаиты), и связывали с городом множество сказаний.
Город славился Серапеумом — храмом Сераписа с оракулом и религиозным врачеванием, однако ещё больше был известен весёлой жизнью и распущенностью; торговал он мазями (отсюда — термин «канопские вазы»).
В последние времена язычества здесь было убежище терапевтов, пока, наконец, по декрету Феодосия храм Сераписа не был разрушен и на его месте поселены монахи. Здесь была найдена стела 239 г. до н. э. с текстом Канопского декрета (описания необычайно точного для того времени календаря). 
В IV веке Канопа был местом одноимённой епархии. Город является местом мученичества святого Кира Александрийского, который погиб в 311 году.
В настоящее время на месте Канопуса — Абу-Кир, восточный пригород Александрии. Залив Абу-Кир знаменит тем, что в нём адмирал Нельсон разбил флот Наполеона. Подробнее о трёх сражениях Египетского похода, произошедших в этих местах, см. битва при Абукире.